# 鈴懸の木の道で「君の微笑みを夢に見る」と言ってしまったら僕たちの関係はどう変わってしまうのか、僕なりに何日か考えた上でのやや気恥ずかしい結論のようなもの
「鈴懸の木の道で「君の微笑みを夢に見る」と言ってしまったら僕たちの関係はどう変わってしまうのか、僕なりに何日か考えた上でのやや気恥ずかしい結論のようなもの」（すずかけのきのみちで「きみのほほえみをゆめにみる」といってしまったらぼくたちのかんけいはどうかわってしまうのか、ぼくなりになんにちかかんがえたうえでのややきはずかしいけつろんのようなもの）は、日本の女性アイドルグループ・AKB48の楽曲。秋元康により作詞、織田哲郎により作曲されている。2013年12月11日にAKB48のメジャー34作目のシングルとしてキングレコードから発売された。公式略称は鈴懸なんちゃら。楽曲のセンターポジションは松井珠理奈が務めた。LINE MUSICでは「鈴懸の木の道で…(略)やや気恥ずかしい結論のようなもの」という曲名で配信されている。

## 背景とリリース
2013年9月18日に楽曲のリリースに先駆けて日本武道館で開催されたイベント『AKB48 34thシングル選抜じゃんけん大会』でベスト16に入ったメンバーが選抜メンバーとして楽曲に参加している。このイベントで優勝した松井珠理奈がセンターポジションを務めている。
秋元康は楽曲のタイトルについて、「今回のじゃんけん選抜のメンバーをイメージしながら曲を作っている時に、“一言では言い表せない何か”を感じた」「それは、青春のきらめきかも知れないし、少女たちの不可解さかも知れないし、AKBグループとして夢に向かって全力で走るひたむきさかも知れない。そんなことをつらつら走り書きしたようなタイトルにしようと思った」と説明している。
同年11月に『日テレ系音楽の祭典 ベストアーティスト』で披露された際に、司会を務めていた櫻井翔はこの曲を紹介する際に覚えるのに3日間かかったと明かしている。
タイトルは、AKB48グループの楽曲としては最長の76文字となっているが、2013年11月11日にNHKホールで行われた『MUSIC JAPAN』（NHK総合）の収録中に、同曲の口頭での公式略称が「鈴懸なんちゃら」（すずかけなんちゃら）となることが発表された。文字による表記では「鈴懸の木の道で...（略）やや気恥ずかしい結論のようなもの」などと略されることもある。また、タイトルに偶然氏名のすべての文字が入るAKB48のメンバー名にちなんだ「鈴木まりや」の略称もファンによって作られ、鈴木本人も「それでいきましょう。笑」と公認していた。
楽曲を作曲した織田哲郎は、AKB48の楽曲で過去にカップリング曲の「君のことが好きだから」と「走れ!ペンギン」の作曲を担当したが、シングル表題曲の作曲は初となる。
前作からの選抜入りは松井珠理奈のみ。選抜メンバーとして初参加は、鵜野みずき（NMB48）、大場美奈、上枝恵美加（NMB48）、佐々木優佳里、田野優花、土保瑞希、名取稚菜、平田梨奈、古畑奈和（SKE48）、湯本亜美の10人。選抜メンバーのうち初選抜が半数以上を占めるのはAKB48のシングル表題曲としては、デビューシングルを除くと史上初となる。研究生の選抜入りは過去最多の3人で、田島芽瑠（HKT48）と朝長美桜（HKT48）の2人が選抜メンバーとして参加した2013年5月の31stシングル『さよならクロール』以来、7か月（3作）ぶり、通算にして4作目となった。また、土保と湯本の2人が、AKB48の15期生として初めての選抜メンバーとなった。13期生・14期生よりも早い初選抜の記録となった。選抜復帰のメンバーは5人で、阿部マリア、菊地あやか、北原里英、藤江れいなの4人が、2013年5月の31stシングル『さよならクロール』以来、7か月（3作）ぶり、大家志津香が、2011年12月の24thシングル『上からマリコ』以来、2年（10作）ぶりの選抜入りとなった。
また、AKB48の1期生全員が選抜メンバーに参加しない初めてのシングル作品となった。
楽曲のシングル盤は「Type A」、「Type S」、「Type N」、「Type H」、「劇場盤」の5種類がリリースされた。前年の『永遠プレッシャー』に引き続き、カップリング曲として、「Type S」、「Type N」、「Type H」には、それぞれAKB48の姉妹グループであるSKE48、NMB48、HKT48による楽曲が収録された。特典として、「Type A」、「Type S」、「Type N」、「Type H」の4種には期間限定で『AKB48リクエストアワー セットリスト ベスト200 2014』の投票券が期間限定で封入されているほか、これら4種の初回製造分には生写真2枚（各シングル盤の収録曲に対応しており、2枚のうち1枚は本楽曲またはカップリング曲の「Mosh & Dive」のいずれかを歌う選抜メンバー計41人に対応した41種からランダムで1枚、もう1枚は各シングル盤の3曲目に収録されている各グループによる楽曲の選抜メンバー16人に対応した16種（Type Sのみ18人に対応した18種）から1枚となっている）が封入されている。「劇場盤」には、生写真および「劇場盤発売記念大握手会」参加券が封入されている。
キャッチコピーは、「青春は、いつも何かを暗記していた。」
楽曲のミュージック・ビデオは北村龍平により撮影され、学生時代に青春を共に過ごした少女たちが10年後に同窓会で再会する物語という設定となっている。撮影は栃木県足利市で実施された。
楽曲は2013年11月21日に日本テレビ系列（読売テレビ制作）で生放送された『ベストヒット歌謡祭2013』で初披露された。
楽曲は以下のメディアで使用されている。
- アサヒ飲料『WONDA×AKB48 キャンペーン』「ワンダ限定! スペシャルイベント AKB48非売品ライブご招待!〈WONDAの先に〉編」CMソング
- ひかりTV『AKB48コント「何もそこまで…」』CMソング
- カルチュア・コンビニエンス・クラブ『TSUTAYA30周年 冬の生誕大感謝祭〈TSUTAYAだけ〉篇』CMソング

## アートワーク
| Type A | 上枝恵美加、平田梨奈、松井珠理奈 |
| Type S | 阿部マリア、大家志津香、田野優花、土保瑞希、平田梨奈、藤江れいな、古畑奈和、松井珠理奈                                                                                          |
| Type N | 鵜野みずき、大場美奈、上枝恵美加、菊地あやか、北原里英、佐々木優佳里、名取稚菜、湯本亜美                                                                                        |
| Type H | 松井珠理奈 |
| 劇場盤 | 『鈴懸の木の道で「君の微笑みを夢に見る」と言ってしまったら僕たちの関係はどう変わってしまうのか、僕なりに何日か考えた上でのやや気恥ずかしい結論のようなもの』 選抜メンバー全16名 |

シングル盤のジャケット写真の撮影は新津保健秀、裏面・CD/DVDレーベル面のイラストは今日マチ子が手がけた。

## チャート成績
本楽曲のシングルCDは、発売前日（集計初日）である2013年12月10日付オリコンデイリーシングルチャートにおいて推定売上枚数約91万7000枚を記録し、初登場で1位にランクインした。AKB48は前作『ハート・エレキ』まで3作連続で集計初日のみでのミリオンセラーを達成していたが、本楽曲のシングルでこれが途切れることになった。
その後、2013年12月23日付オリコン週間シングルチャートにおいて初登場1位を記録した。同チャートにおけるAKB48の初登場1位獲得は『RIVER』から21作連続・通算21作目となった。初動売上は約103万3000枚となり、初動のみでのミリオンセラーを達成した。同チャートにおけるAKB48のミリオンセラー達成は『桜の木になろう』から15作連続・通算16作目となり、これによりAKB48は通算ミリオンセラー獲得数においてB'zが持つ記録（15作）を13年9か月ぶりに更新して単独1位となった。このほか、本シングルはミリオンセラーを達成したもののうちでB'zの「愛のままにわがままに 僕は君だけを傷つけない」を抜き、もっともタイトルの長い楽曲（76文字）となった。本シングルの売上により、AKB48のデビュー以来のシングル総売上枚数は約2583万5000枚となり、サザンオールスターズの枚数（約2517万9000枚）を上回り歴代3位になった。さらに、2013年12月度のオリコン月間シングルチャート1位も獲得した。

## シングル収録トラック

### Type A
| #         | タイトル | 作詞      | 作曲      | 編曲           | 時間  |
| --------- | --- | --------- | --------- | -------------- | ----- |
| 1.        | 「鈴懸の木の道で「君の微笑みを夢に見る」と言ってしまったら僕たちの関係はどう変わってしまうのか、僕なりに何日か考えた上でのやや気恥ずかしい結論のようなもの」                   | 秋元康    | 織田哲郎  | 野中“まさ”雄一 | 5:28  |
| 2.        | 「Mosh & Dive」 | 秋元康    | 市川裕一  | 佐々木裕       | 3:36  |
| 3.        | 「Party is over」 | 秋元康    | 阿立力也  | 阿立力也       | 5:52  |
| 4.        | 「鈴懸の木の道で「君の微笑みを夢に見る」と言ってしまったら僕たちの関係はどう変わってしまうのか、僕なりに何日か考えた上でのやや気恥ずかしい結論のようなもの（off vocal ver.）」 |           |           |                | 5:28  |
| 5.        | 「Mosh & Dive（off vocal ver.）」 |           |           |                | 3:36  |
| 6.        | 「Party is over（off vocal ver.）」 |           |           |                | 5:50  |
| 合計時間: | 合計時間: | 合計時間: | 合計時間: | 合計時間:      | 29:50 |

| #  | タイトル | 作詞 | 作曲・編曲 | 監督     |
| -- | --- | ---- | ---------- | -------- |
| 1. | 「鈴懸の木の道で「君の微笑みを夢に見る」と言ってしまったら僕たちの関係はどう変わってしまうのか、僕なりに何日か考えた上でのやや気恥ずかしい結論のようなもの -Short Film ver.-」 |      |            | 北村龍平 |
| 2. | 「鈴懸の木の道で「君の微笑みを夢に見る」と言ってしまったら僕たちの関係はどう変わってしまうのか、僕なりに何日か考えた上でのやや気恥ずかしい結論のようなもの」                   |      |            | 北村龍平 |
| 3. | 「Mosh & Dive」 |      |            | 北村龍平 |
| 4. | 「Party is over」 |      |            | 高橋栄樹 |

### Type S
| #         | タイトル | 作詞      | 作曲         | 編曲           | 時間  |
| --------- | --- | --------- | ------------ | -------------- | ----- |
| 1.        | 「鈴懸の木の道で「君の微笑みを夢に見る」と言ってしまったら僕たちの関係はどう変わってしまうのか、僕なりに何日か考えた上でのやや気恥ずかしい結論のようなもの」                   | 秋元康    | 織田哲郎     | 野中“まさ”雄一 | 5:28  |
| 2.        | 「Mosh & Dive」 | 秋元康    | 市川裕一     | 佐々木裕       | 3:37  |
| 3.        | 「Escape」(SKE48) | 秋元康    | 井上ヨシマサ | 井上ヨシマサ   | 4:11  |
| 4.        | 「鈴懸の木の道で「君の微笑みを夢に見る」と言ってしまったら僕たちの関係はどう変わってしまうのか、僕なりに何日か考えた上でのやや気恥ずかしい結論のようなもの（off vocal ver.）」 |           |              |                | 5:28  |
| 5.        | 「Mosh & Dive（off vocal ver.）」 |           |              |                | 3:37  |
| 6.        | 「Escape（off vocal ver.）」 |           |              |                | 4:08  |
| 合計時間: | 合計時間: | 合計時間: | 合計時間:    | 合計時間:      | 26:29 |

| #  | タイトル | 作詞 | 作曲・編曲 | 監督     |
| -- | --- | ---- | ---------- | -------- |
| 1. | 「鈴懸の木の道で「君の微笑みを夢に見る」と言ってしまったら僕たちの関係はどう変わってしまうのか、僕なりに何日か考えた上でのやや気恥ずかしい結論のようなもの -Short Film ver.-」 |      |            | 北村龍平 |
| 2. | 「鈴懸の木の道で「君の微笑みを夢に見る」と言ってしまったら僕たちの関係はどう変わってしまうのか、僕なりに何日か考えた上でのやや気恥ずかしい結論のようなもの」                   |      |            | 北村龍平 |
| 3. | 「Mosh & Dive」 |      |            | 北村龍平 |
| 4. | 「Escape」 |      |            | 丸山健志 |
| 5. | 「AKB48 34thシングル 選抜じゃんけん大会メイキング 裏側10選！」 |      |            |          |

### Type N
| #         | タイトル | 作詞      | 作曲      | 編曲           | 時間  |
| --------- | --- | --------- | --------- | -------------- | ----- |
| 1.        | 「鈴懸の木の道で「君の微笑みを夢に見る」と言ってしまったら僕たちの関係はどう変わってしまうのか、僕なりに何日か考えた上でのやや気恥ずかしい結論のようなもの」                   | 秋元康    | 織田哲郎  | 野中“まさ”雄一 | 5:28  |
| 2.        | 「Mosh & Dive」 | 秋元康    | 市川裕一  | 佐々木裕       | 3:36  |
| 3.        | 「君と出会って僕は変わった」(NMB48) | 秋元康    | 中野ゆう  | 若田部誠       | 4:20  |
| 4.        | 「鈴懸の木の道で「君の微笑みを夢に見る」と言ってしまったら僕たちの関係はどう変わってしまうのか、僕なりに何日か考えた上でのやや気恥ずかしい結論のようなもの（off vocal ver.）」 |           |           |                | 5:28  |
| 5.        | 「Mosh & Dive（off vocal ver.）」 |           |           |                | 3:36  |
| 6.        | 「君と出会って僕は変わった（off vocal ver.）」 |           |           |                | 4:19  |
| 合計時間: | 合計時間: | 合計時間: | 合計時間: | 合計時間:      | 26:47 |

| #  | タイトル | 作詞 | 作曲・編曲 | 監督     |
| -- | --- | ---- | ---------- | -------- |
| 1. | 「鈴懸の木の道で「君の微笑みを夢に見る」と言ってしまったら僕たちの関係はどう変わってしまうのか、僕なりに何日か考えた上でのやや気恥ずかしい結論のようなもの -Short Film ver.-」 |      |            | 北村龍平 |
| 2. | 「鈴懸の木の道で「君の微笑みを夢に見る」と言ってしまったら僕たちの関係はどう変わってしまうのか、僕なりに何日か考えた上でのやや気恥ずかしい結論のようなもの」                   |      |            | 北村龍平 |
| 3. | 「Mosh & Dive」 |      |            | 北村龍平 |
| 4. | 「君と出会って僕は変わった」 |      |            | スミス   |
| 5. | 「裏じゃんけん大会 最弱女王決定戦」 |      |            |          |

### Type H
| #         | タイトル | 作詞      | 作曲        | 編曲           | 時間  |
| --------- | --- | --------- | ----------- | -------------- | ----- |
| 1.        | 「鈴懸の木の道で「君の微笑みを夢に見る」と言ってしまったら僕たちの関係はどう変わってしまうのか、僕なりに何日か考えた上でのやや気恥ずかしい結論のようなもの」                   | 秋元康    | 織田哲郎    | 野中“まさ”雄一 | 5:28  |
| 2.        | 「Mosh & Dive」 | 秋元康    | 市川裕一    | 佐々木裕       | 3:36  |
| 3.        | 「ウインクは3回」(HKT48) | 秋元康    | truly truth | 野中“まさ”雄一 | 4:17  |
| 4.        | 「鈴懸の木の道で「君の微笑みを夢に見る」と言ってしまったら僕たちの関係はどう変わってしまうのか、僕なりに何日か考えた上でのやや気恥ずかしい結論のようなもの（off vocal ver.）」 |           |             |                | 5:28  |
| 5.        | 「Mosh & Dive（off vocal ver.）」 |           |             |                | 3:36  |
| 6.        | 「ウインクは3回（off vocal ver.）」 |           |             |                | 4:16  |
| 合計時間: | 合計時間: | 合計時間: | 合計時間:   | 合計時間:      | 26:41 |

| #  | タイトル | 作詞 | 作曲・編曲 | 監督     |
| -- | --- | ---- | ---------- | -------- |
| 1. | 「鈴懸の木の道で「君の微笑みを夢に見る」と言ってしまったら僕たちの関係はどう変わってしまうのか、僕なりに何日か考えた上でのやや気恥ずかしい結論のようなもの -Short Film ver.-」 |      |            | 北村龍平 |
| 2. | 「鈴懸の木の道で「君の微笑みを夢に見る」と言ってしまったら僕たちの関係はどう変わってしまうのか、僕なりに何日か考えた上でのやや気恥ずかしい結論のようなもの」                   |      |            | 北村龍平 |
| 3. | 「Mosh & Dive」 |      |            | 北村龍平 |
| 4. | 「ウインクは3回」 |      |            | 土屋隆俊 |
| 5. | 「LOVE修行」 |      |            | 中村太洸 |

### 劇場盤
| #         | タイトル | 作詞      | 作曲         | 編曲           | 時間  |
| --------- | --- | --------- | ------------ | -------------- | ----- |
| 1.        | 「鈴懸の木の道で「君の微笑みを夢に見る」と言ってしまったら僕たちの関係はどう変わってしまうのか、僕なりに何日か考えた上でのやや気恥ずかしい結論のようなもの」                   | 秋元康    | 織田哲郎     | 野中“まさ”雄一 | 5:28  |
| 2.        | 「Mosh & Dive」 | 秋元康    | 市川裕一     | 佐々木裕       | 3:36  |
| 3.        | 「選んでレインボー」(てんとうむChu!) | 秋元康    | 井上トモノリ | 増田武史       | 4:20  |
| 4.        | 「鈴懸の木の道で「君の微笑みを夢に見る」と言ってしまったら僕たちの関係はどう変わってしまうのか、僕なりに何日か考えた上でのやや気恥ずかしい結論のようなもの（off vocal ver.）」 |           |              |                | 5:28  |
| 5.        | 「Mosh & Dive（off vocal ver.）」 |           |              |                | 3:36  |
| 6.        | 「選んでレインボー（off vocal ver.）」 |           |              |                | 4:18  |
| 合計時間: | 合計時間: | 合計時間: | 合計時間:    | 合計時間:      | 26:46 |

## 選抜メンバー
かっこ内は『AKB48 34thシングル選抜じゃんけん大会』での順位。
- 阿部マリア（5位）
- 鵜野みずき （12位） [注釈 4]
- 大場美奈（4位） [注釈 5]
- 大家志津香（9位）
- 上枝恵美加（2位） [注釈 4]
- 菊地あやか（8位）
- 北原里英（10位）
- 佐々木優佳里（14位）
- 田野優花（7位）
- 土保瑞希（13位）
- 名取稚菜（6位）
- 平田梨奈（3位）
- 藤江れいな（11位）
- 古畑奈和（15位） [注釈 6]
- 松井珠理奈（1位） [注釈 7]
- 湯本亜美（16位）

## 収録アルバム
- ここがロドスだ、ここで跳べ!
- 0と1の間

## JKT48によるカバー
AKB48の姉妹グループであるJKT48が本楽曲を「Kesimpulan yang Sedikit Membuatku Malu setelah Beberapa Hari Berpikir akan Berubah Seperti Apakah Hubungan Kita jika di Jalan Penuh Pohon Rindang Kukatakan "Indahnya Senyum Manismu dalam Mimpiku"」のタイトルでカバーし、グループの17作目のシングルとして、2017年6月8日にMUSIC DOWNLOAD CARD、同年8月11日にシングルCDとしてHits Recordsから発売された。
歌詞は全編にわたってインドネシア語に翻訳したもの。楽曲のリリースに先駆けて『JKT48 17thシングル選抜総選挙』が行われており、表題曲はこの総選挙で上位16位までに入ったメンバーにより歌唱されている。楽曲のセンターポジションは選抜総選挙1位のシャニ・インディラ・ナティオが初めて務める。楽曲の公式略称は「Indahnya Senyum Manismu dst. - Suzukake Nancharaa」。
「Indahnya Senyum Manismu dst.」のミュージック・ビデオは神田外語大学（千葉市）で撮影された。
カップリングでは他に、HKT48から「控えめI love you !」、NMB48から「ドリアン少年」「カモネギックス」、SKE48から「アイシテラブル!」のカバーが収録されている。

### シングル収録トラック

#### Regular Edition
| #  | タイトル | 作詞 | 作曲         | 編曲           |
| -- | --- | ---- | ------------ | -------------- |
| 1. | 「Kesimpulan yang Sedikit Membuatku Malu setelah Beberapa Hari Berpikir akan Berubah Seperti Apakah Hubungan Kita jika di Jalan Penuh Pohon Rindang Kukatakan "Indahnya Senyum Manismu dalam Mimpiku"」 |      | 織田哲郎     | 野中“まさ”雄一 |
| 2. | 「Sedikit Saja I Love You! - Hikaeme I Love You!」 |      | pakorama     | 野中“まさ”雄一 |
| 3. | 「Cowok Durian - Durian Shounen」 |      | 藤本貴則     | 武藤星児       |
| 4. | 「KAMONEGIX」 |      | 井上ヨシマサ | 井上ヨシマサ   |
| 5. | 「Aishiteraburu」 |      | 小澤正澄     | 小澤正澄       |
| 6. | 「Indahnya Senyum Manismu dst. -English Version-」 |      | 織田哲郎     | 野中“まさ”雄一 |

| #  | タイトル                                                                      | 作詞 | 作曲・編曲 | 監督            |
| -- | ----------------------------------------------------------------------------- | ---- | ---------- | --------------- |
| 1. | 「Indahnya Senyum Manismu dst. Music Video - Suzukake Nancharaa Music Video」 |      |            | Dede S. Chandra |
| 2. | 「Sedikit Saja, I Love You Music Video - Hikaeme, I Love You Music Video」    |      |            | Dede S. Chandra |
| 3. | 「Music Video Behind The Scenes」                                             |      |            |                 |

#### MUSIC DOWNLOAD CARD
| 全編曲: 野中“まさ”雄一。 | |      |          |
| #                        | タイトル | 作詞 | 作曲     |
| 1.                       | 「Kesimpulan yang Sedikit Membuatku Malu setelah Beberapa Hari Berpikir akan Berubah Seperti Apakah Hubungan Kita jika di Jalan Penuh Pohon Rindang Kukatakan "Indahnya Senyum Manismu dalam Mimpiku"」 |      | 織田哲郎 |
| 2.                       | 「Sedikit Saja I Love You! - Hikaeme I Love You!」 |      | pakorama |

### 選抜メンバー
かっこ内は『JKT48 17thシングル選抜総選挙』における順位。
- アニンディタ・ラーマ・チャヒャディ（10位）
- アヤナ・シャハブ（2位）
- サクティア・オクタピアニ（9位）
- シャニ・インディラ・ナティオ（1位）
- シャニア・グラシア（4位）
- シャニア・ジュニアナタ（8位）
- シンディ・ユフィア（5位）
- 近野莉菜（6位）
- デフィ・キナル・プトゥリ（15位）
- ナビラ・ラトナ・アユ・アザリア（16位）
- フリスカ・アナスタシア・ラクサニ（12位）
- ベビー・チャエサラ・アナディラ（14位）
- マデ・デヴィ・ラニタ・ニンタラ（7位）
- ミシェル・クリスト・クスナディ（13位）
- メロディー・ヌランダニ・ラクサニ（3位）
- ロナ・アングラエニ（11位）